# Croton jimenezii
Espèce
Classification APG III (2009)
Croton jimenezii est une espèce de plantes à fleurs de la famille des Euphorbiaceae trouvée au Costa Rica.

## Distribution
Cette plante est endémique du Costa Rica.